# Ralph Nelson

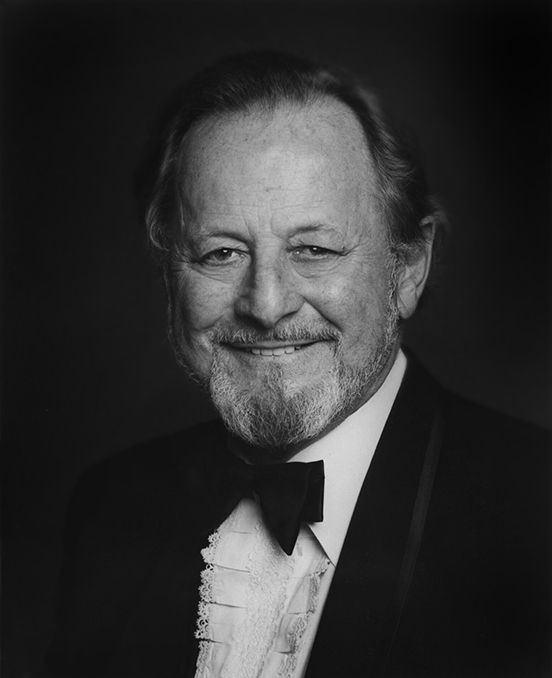
Ralph Nelson (1973)

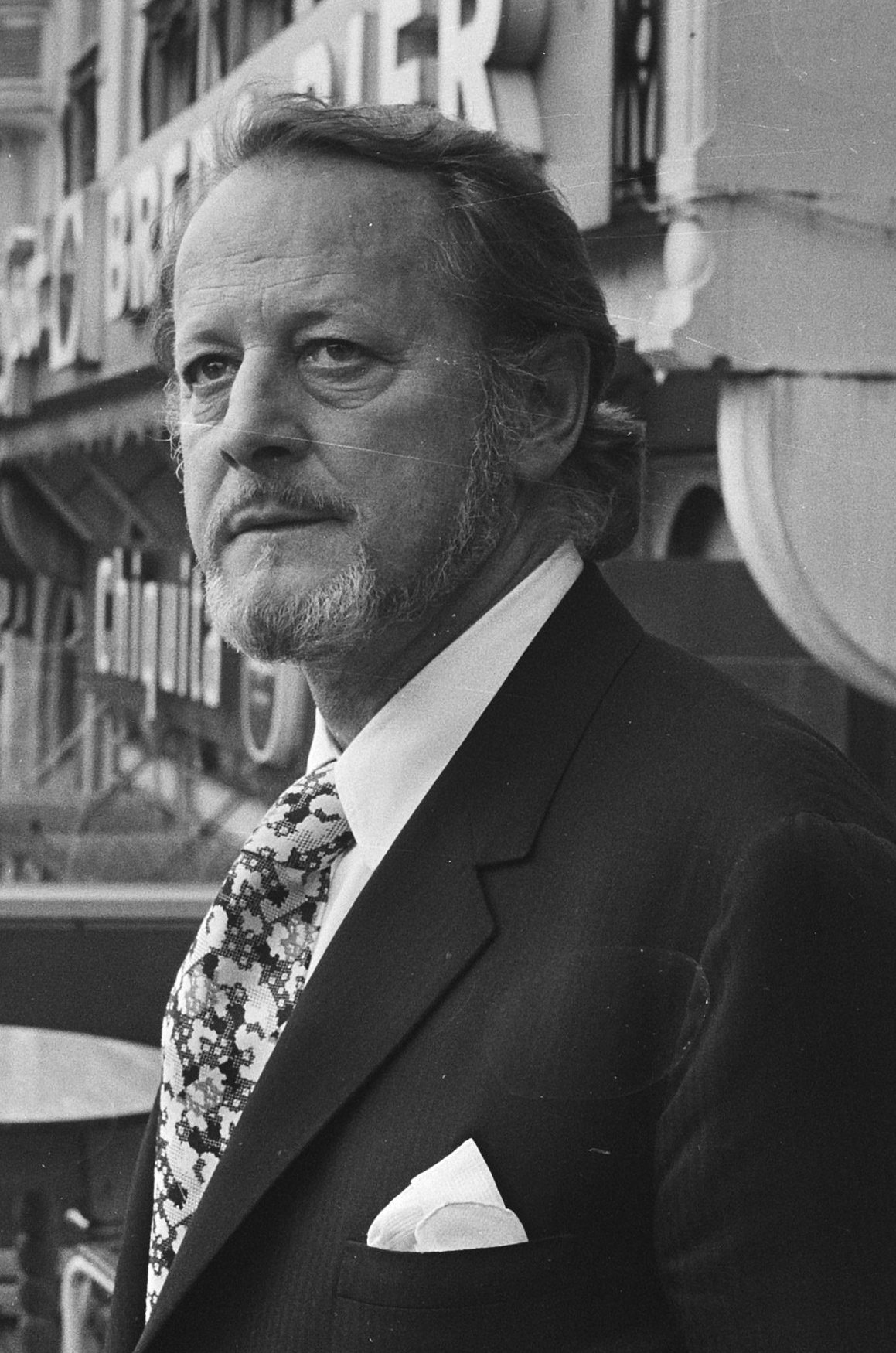
Ralph Nelson (1970)

Ralph Nelson (* 12. August 1916 in New York; † 21. Dezember 1987 in Santa Monica, Kalifornien) war ein US-amerikanischer Film- und Fernsehregisseur, Produzent, Drehbuchautor und Schauspieler.
Nelson drehte in den 1960er und 1970er Jahren eine Reihe sehr erfolgreicher Filme, die wegen ihrer schonungslosen Darstellung der US-amerikanischen Geschichte und der Thematisierung des herrschenden Rassismus auch auf heftige Kritik stießen.
Zu seinen bekanntesten Werken zählen der Spielfilm Lilien auf dem Felde aus dem Jahr 1962, der als bester Spielfilm für einen Oscar nominiert wurde und mit dem er bei der Berlinale 1963 im Wettbewerb um den Goldenen Bären stand. Ein zweites Mal nahm er mit seinem Film Charly an der Berlinale 1968 teil. In den Spielfilmen Duell in Diablo und Das Wiegenlied vom Totschlag, das das Sand-Creek-Massaker thematisiert, spielt er kleine Nebenrollen.
Nelson war dreimal verheiratet und Vater von vier Kindern. Aus seiner Ehe mit der Schauspielerin Celeste Holm zwischen 1936 und 1939 kommt sein Sohn, der Hypertext-Visionär Theodor Holm Nelson.

## Filmografie (Auswahl)
Serien
- 1948–1950: The Eyes Have It (3 Episoden)
- 1949–1953: Mama (132 Episoden)
- 1950: The Stage Door (8 Episoden)
- 1951, 1958: Studio One (5 Episoden)
- 1953: Medallion Theatre (3 Episoden)
- 1953: Plymouth Playhouse (3 Episoden)
- 1953–1954: The Motorola Television Hour (3 Episoden)
- 1955–1956, 1962: General Electric Theater (4 Episoden)
- 1956: Front Row Center (12 Episoden)
- 1956–1958: Climax! (12 Episoden)
- 1956–1959: Playhouse 90 (11 Episoden)
- 1957–1958: DuPont Show of the Month (3 Episoden)
- 1961: Heute Abend Dick Powell (The Dick Powell Show, 3 Episoden)

Filme
- 1957: Blood Money (Fernsehfilm)
- 1962: Die Faust im Gesicht (Requiem for a Heavyweight)
- 1963: Lilien auf dem Felde (Lilies of the Field)
- 1963: Ein Soldat steht im Regen (Soldier in the Rain)
- 1964: Bezwinger des Todes (Fate Is the Hunter)
- 1964: Der große Wolf ruft (Father Goose)
- 1965: The Man Who Bought Paradise (Fernsehfilm)
- 1965: Millionenraub in San Francisco (Once a Thief)
- 1966: Duell in Diablo (Duel at Diablo)
- 1967: Der Befehl (Counterpoint)
- 1968: Charly
- 1970: …tick… tick… tick…
- 1970: Das Wiegenlied vom Totschlag (Soldier Blue)
- 1971: Der Ruf der Freiheit (Flight of the Doves)
- 1972: Zum Teufel mit Hosianna (The Wrath of God)
- 1975: Die Wilby-Verschwörung (The Wilby Conspiracy)
- 1976: Embryo
- 1977: A Hero Ain’t Nothin’ but a Sandwich
- 1978: Because He’s My Friend (Fernsehfilm)
- 1978: Die Dame des Hauses (Lady of the House, Fernsehfilm)
- 1979: Es führt kein Weg zurück (You Can’t Go Home Again, Fernsehfilm)
- 1979: Christmas Lilies of the Field (Fernsehfilm)